# Магер Здірі
Магер Здірі (фр. Maher Zdiri, нар. 5 вересня 1970, Туніс) — туніський футболіст, що грав на позиції півзахисника.
Виступав, зокрема, за клуби «Есперанс» та «Клуб Африкен», а також національну збірну Тунісу.

## Клубна кар'єра
У дорослому футболі дебютував 1987 року виступами за команду «Есперанс», у якій провів чотири сезони. 
Своєю грою за цю команду привернув увагу представників тренерського штабу клубу «Клуб Африкен», до складу якого приєднався 1991 року. Відіграв за команду зі столиці Тунісу наступні десять сезонів своєї ігрової кар'єри.
Завершив ігрову кар'єру у команді «Олімпік» (Бежа), за яку виступав протягом 2001—2005 років.

## Виступи за збірну
У 1993 році дебютував в офіційних матчах у складі національної збірної Тунісу.
У складі збірної був учасником Кубка африканських націй 1998 року у Буркіна Фасо.
Загалом протягом кар'єри в національній команді, яка тривала 6 років, провів у її формі 10 матчів.